# Viktor Sjapovalov

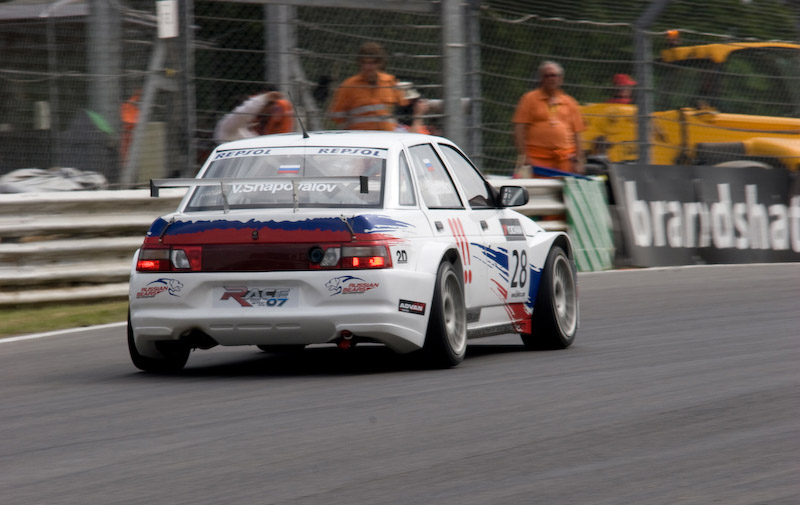
Sjapovalov in actie op Brands Hatch in 2008.

Viktor Aleksandrovitsj Sjapovalov (Russisch: Виктор Александрович Шаповалов) (Sterlitamak, 4 maart 1965) is een Russisch autocoureur.

## Carrière
Het grootste deel van zijn carrière reed Sjapovalov in de touring cars, in zowel het Russian Touring Car Championship als de Dutch Supercar Challenge. In 1998 won hij de 1600-klasse van de Russian Touring Car Cup in een Lada Samara.
In 2007 maakte Sjapovalov zijn debuut in het World Touring Car Championship voor zijn eigen team Russian Bears Motorsport in een BMW 320i. Het team nam enkel deel in de raceweekenden op het Circuit Park Zandvoort en het Circuit Ricardo Tormo Valencia, waarbij het weinig succes kende. In 2008 keerde hij terug met Russian Bears in een Lada 110 in acht van de twaalf raceweekenden. Met naast zichzelf Jaap van Lagen en Kirill Ladygin als coureurs behaalde Sjapovalov met een achttiende plaats op het Automotodrom Brno zijn beste resultaat.
In 2009 keerde Sjapovalov terug met volledige fabriekssteun van Lada. Opnieuw met Van Lagen en Ladygin als teamgenoten behaalde hij met een dertiende plaats op het Autódromo Internacional de Curitiba zijn beste resultaat. Halverwege het seizoen nam hij echter afscheid van het racen om zich meer te kunnen concentreren op Lada Sport, terwijl het team James Thompson als vervanger opriep in de nieuwe Lada Priora.
Ondanks zijn afscheid van het racen, nam Sjapovalov in 2011 deel aan de Lada Granta Cup, waarin hij als achtste eindigde, en de RAF Russian Lada Granta Cup, die hij als vierde afsloot. In 2013 keerde Lada met fabriekssteun terug in het WTCC met Thompson, Aleksej Doedoekalo en later Michail Kozlovski als coureurs. Opnieuw stond het team onder leiding van Sjapovalov.